# John Gregory Hawkes
John Gregory Hawkes ( 27 de junio de 1915, Bristol - 6 de septiembre de 2007, Reading) fue un distinguido genetista y botánico inglés.
En 1937 recibe su bachillerato en Historia natural en Cambridge, y rápidamente toma contacto con la The Theoretical Bases of Plant Breeding, escrito en 1935 por Vavilov, de 2,500 pp. Y queda asombrado de lasperspectivas en la genética de las plantas cultivadas. Fue su más grande influencia en su vida. Archivado el 21 de noviembre de 2008 en Wayback Machine.
Fue pionero y visionario en la escrupulosa conservación y utilización de los recursos genéticos vegetales.
Realizó exhaustivas expediciones a todos los países andinos, dado su interés por las Solanum tuberíferas. Su minuciosidad taxonómica sobre las papas sudamericanas culminaron con su publicación en coautoría con Peter Hjerting, en 1969 de “The potatoes of Argentina, Brazil and Paraguay-a biosistematic study”.
Sus viajes a Sudamérica comenzaron con la The British Empire Potato Collecting Expedition 1938-39” bajo liderazgo de Edward Balls y de William Gourlay. Llegan a Lima en enero de 1939. Y durante ocho meses recorren 16,000 km hasta Panamá, por la costa Pacífico.
En 1941 se casa con Barbara Leather, y tienen cuatro hijos.
En 1943 completa su doctorado.
En 1984, fue galardonado con la medalla linneana en Botánica, de la Sociedad linneana de Londres

## Algunas publicaciones
- 1968. Chemotaxonomy and Serotaxonomy
- 1969. Crops, Weeds and Man (Inaugural Lecture). 18 pp. Universidad de Birmingham. ISBN 0-85057-005-0
- 1975. Frankel, O.; J.G.Hawkes. Crop Genetic Resources for Today and Tomorrow
- 1978. Conservation and Agriculture. 280 pp. Gerald Duckworth & Co Ltd. ISBN 0-7156-1032-5
- 1984. Williams, J.T.; J.G. Hawkes; R.P. Croston A Bibliography of Crop Genetic Resources
- 1990. The Potato – Evolution, Biodiversity and Genetic Resources
- 1994. Vavilov Lectures (en inglés y húngaro)
- 2004. Hunting the Wild Potato in The South American Andes

## Honores

### Epónimos
- (Amaryllidaceae) Ismene hawkesii (Vargas) Gereau & Meerow[1]

- (Celastraceae) Cuervea hawkesii Proctor[2]

- (Orchidaceae) Dendrobium hawkesii A.H.Heller[3]

- (Orchidaceae) Oncidium hawkesianum Moir[4]

- (Orchidaceae) Pecteilis hawkesiana (King & Pantl.) C.S.Kumar[5]

- (Orchidaceae) Pleurothallis hawkesii Flickinger[6]

- (Orchidaceae) Tolumnia hawkesiana (Moir) Braem[7]

- (Solanaceae) Larnax hawkesii Hunz.[8]

- (Solanaceae) Lycianthes hawkesiana D'Arcy[9]

- (Solanaceae) Solanum hawkesii Cárdenas[10]

- La abreviatura «Hawkes» se emplea para indicar a John Gregory Hawkes como autoridad en la descripción y clasificación científica de los vegetales.[11]